# Batales
Ordre
Classification APG II (2003)
Classification APG III (2009)
Les Batales sont un ordre de plantes dicotylédones.
En classification classique de Cronquist (1981) il ne comprend que 2 familles :
- Batacées
- Gyrostémonacées

En classification phylogénétique APG II (2003) et classification phylogénétique APG III (2009) cet ordre n'existe pas ; les 2 familles sont placées dans l'ordre des Brassicales.